# Máslový čaj
Máslový čaj (བོད་ཇ་, po ča, čajsuma) je tradiční nápoj tibetské kuchyně. Připravuje se z lisovaného čaje (obvykle typu pchu-er), který se důkladně vyvaří ve vodě a nálev se ve zvláštní nádobě promíchá s jačím máslem, solí a sodou. Pije se po celý den, nejčastější přílohou je campa. Tibeťané vypijí denně desítky šálků této husté tekutiny. Nápoj je v drsných podmínkách Tibetské náhorní plošiny důležitým zdrojem kalorií i minerálních látek, obsažený tuk v mrazivém, suchém a větrném podnebí zabraňuje praskání rtů. Máslový čaj se podává ve vlastním Tibetu, Bhútánu, Sikkimu i Ladaku již od 6. století a je významným symbolem pohostinnosti. Návštěvám se čaj neustále dolévá a pokládá se za nezdvořilé nápoj odmítnout: to může uvést cizince do rozpaků, zejména proto, že tibetské jačí máslo bývá obvykle poněkud žluklé.